# Дмитриев-Кельда, Иннакей Дмитриевич
Иннакей Дмитриевич Дмитриев-Кельда (настоящее имя — Игнатий Дмитриевич Дмитриев, 24 января 1902, дер. Ляльшур, Сарапульский уезд, Вятская губерния — 1994, Орёл) — удмуртский писатель, учёный-лингвист. Доцент (1949).

## Биография

### Ранние годы
Игнатий Дмитриевич Дмитриев родился в крестьянской семье деревни Ляльшур Сарапульского уезда Вятской губернии (ныне — на территории Шарканского района Удмуртии). В 4 года остался без отца, поэтому уже с 5-летнего возрасте стал работать в поле. С 6 лет учился в местной школе, основанной известным удмуртским этнографом и писателем Григорием Верещагиным. В 1914 году поступил в Сарапульское духовное училище, окончив которое за четыре года, вернулся в родную деревню и работал учителем, занимаясь также при этом обычным крестьянским трудом.

### Революция и Гражданская война
Революция и Гражданская война в России были встречены Дмитриевым как объективное стечение предугаданных им обстоятельств. При наступлении войск Колчака на Казань отступал вместе с «красными» до Вятки, после чего был мобилизован отступающими «белыми», дошёл с ними до Омска. Устав от политической неопределённости в России, Иннакей решил совершить путешествие в Америку: он добрался до границ Дальневосточной республики, однако, встретив возле Верхнеудинска (ныне — Улан-Удэ) знакомого красноармейца, остался вместе с ним рядах Красной Армии, проводил работу по ликвидации безграмотности. В 1920 году демобилизовался и вернулся в родную деревню, где работал помощником учителя. Позднее был назначен инструктором отдела народного образования по политпросвещению в селе Шаркан.

### Участие в обществе «Бӧляк»
В 1921 году Иннакей Дмитриев-Кельда был делегирован на работу Всероссийского съезда учителей в Москву, что зачлось ему в актив при последовавшем утверждении инспектором по удмуртским школам в Совете нацменьшинств Народного комитета просвещения Вотской автономной области. Спустя год Дмитриев-Кельда поступил на исторический факультет Московского государственного университета, где знакомится с Кузебаем Гердом, знаковой личностью в национальном движении удмуртов, председателя общества по изучению удмуртской культуры «Бӧляк» (в переводе с удм. — «Община»), и становится его заместителем.
Членов общества интересовал широкий круг вопросов: удмуртский язык, литература, фольклор, религия, быт, положение удмуртской женщины, воспитание детей, экономика Вотской области, просвещение удмуртов. Основной формой работы была подготовка научных докладов и обсуждение их на общих собраниях членов. Так, в 1922 году на собрании общества был выслушан ряд докладов, среди которых выступление Дмитриева-Кельды «О важности собрания вотяцких пусов» — родовых и семейных иероглифов.

### Личная жизнь
В 1926—1930-х годах Дмитриев-Кельда обучался в аспирантуре Научно-исследовательского института народов Советского Востока по специальности «угрофинолог с яфетическим уклоном» под руководством академика Николая Яковлевича Марра.
В 1926 году Иннакей Дмитриевич женился на Феоктисте Павловне Порцевой, с которой познакомился на педагогической конференции в Ижевске. Молодая семья переехала в Москву, где с трудом смогла получить небольшую комнату в общежитии для аспирантов в Подмосковье. Позднее пара получила комнату в Москве на берегу Яузы, однако вследствие того, что она была достаточно сырой, у Иннакея Дмитриевича развился туберкулёз почки. Сочувствовавший своему ученику академик Марр помог «выбить» ему квартиру в центре города; в ней семья Дмитриевых прожила более 40 лет. У пары родились две дочери — Анжелика и Маргарита.

### Дело «СОФИН»
В мае 1932 года был арестован Кузебай Герд, соратник Иннакея Дмитриева-Кельды, — ему предъявили обвинение в создании «шпионской контрреволюционной организации». В течение года по так называемому делу «СОФИН» («Союз освобождения финских народностей») были заключены под стражу 28 человек, в том числе и Иннакей Дмитриевич. Позже он вспоминал, что на одном из допросов состоялась очная ставка с Кузебаем Гердом, где обоим задавали много вопросов. Герд заявил о непричастности Дмитриева-Кельды к организации «Бӧляк», что, скорее всего, сыграло судьбоносное значение в жизни учёного. В июле 1933 года Дмитриев-Кельда был освобождён из тюрьмы и сослан на 5 лет на исправительно-трудовые работы в туркменский город Байрам-Али.

### Освобождение и последующие годы жизни
За время следствия у Игнатия Дмитриевича обострилась болезнь почки, и в сентябре 1933 года пришла просьба о пересмотре дела. Дорога в Москву для писателя и учёного была закрыта — он посылал документы в пединституты разных городов, однако не проходил по конкурсу по различным причинам. В годы Великой Отечественной войны жена с детьми эвакуировались в Удмуртию; Игнатий Дмитриевич в связи с инвалидностью не был призван в армию и остался в Москве без работы и средств к существованию.
После войны некоторое время работал во Львове, после чего его, наконец, взяли на постоянную работу доцентом в Орловский педагогический институт. В 1956 году был реабилитирован. В Орле Игнатий Дмитриевич обрёл новую семью, женившись на Нине Александровне Успенской; у пары родились сын Михаил и дочь Марина.

## Творчество
Своё первое стихотворение Иннакей Дмитриев-Кельда сочинил в связи с Учредительным съездом Советов Вотской автономной области. Несколько стихотворений, а также перевод пролетарского гимна «Интернационал» на удмуртский язык он опубликовал в газете «Гудыри».

### «Кызьы умой улон дунне вуоз»
В 1924 году Иннакей Дмитриев-Кельда, будучи студентом МГУ, опубликовал в Москве повесть «Кызьы умой улон дунне вуоз» (в переводе с удм. — «Как придёт хорошая жизнь»), ставшую одним из первых произведений на удмуртском языке, написанных в духе просветительско-житийной литературы. 
В повести автор рассказывает об образцовой деревне, в которой крестьяне, следуя советам вернувшегося из германского плена, участника Первой мировой войны, Петра и учителя Ивана Павловича, налаживают культурное хозяйство. Каждую главу повести Дмитриев-Кельда предваряет эпиграфами, в качестве которых взяты стихи Алексея Кольцова и народные пословицы.
В повести «Кызьы умой улон дунне вуоз» показано отсутствие классовой борьбы, которая мешала бы нововведениям героя, — все причины бедственного положения крестьян сводятся лишь к их неграмотности и косному сознанию, привычке работать по-старинке. Все действия Петра, предстающего перед читателем человеком дела, воспринимаются жителями деревни как «причуды». Несмотря на это, в авторском тексте герой ни разу не посрамлён — он выходит победителем из любой ситуации.
Концовка произведения также выполнена в просветительском духе: автор задаёт читателям вопросы, способствующие усвоению её содержания.